# Mami Varte
Lalrinkimi Varte (nacida el 19 de abril de 1988, Aizawl), conocida por su nombre artístico como Mami Varte.  Es una cantante india, una de las intérpretes más reconocidas en su país de origen. Mami Varte se casó con Zoramchhana el 20 de marzo de 2015.

## Carrera
Mami Varte comenzó a cantar a la edad de 12 años, se presentó en varios programas de televisión, en las iglesias y en algunos festivales organizados en su escuela.  Ella lanzó su primer álbum debut en 2007 titulado "Damlai Par".
Mami Varte ha trabajado con Bhupen Hazarika, Sourabhee Debbarma y Lou Majaw, en uno de sus vídeos musicales de su canción titulada 'Our North-East, Our Star', el vídeo fue dirigido por Shantanu Moitra. También participó en el programa de televisión del evento musical, Indian Idol, además ha sido ganadora de varios premios de prestigio en Mizoram.

## Discografía
- Ana E (July, 2004)
- Tha Sensiar (September, 2004)
- Kum Sang Atan (April, 2005)
- Lenrual Hlui (July, 2005)
- Damlai Par (September, 2005)
- Ka Lung Di (March, 2006)
- Suihlunglen (November, 2006)
- Mangtha (April, 2007)
- Dawn Tawi (May, 2007)
- Vawng Dun Zel Ang (June, 2007)
- Hmangaihna Vanduai (March, 2009)
- I Kiang Ah (September 2011)